# Giacomo Carrara
Giacomo Carrara, född 1714 i Bergamo, död 20 april 1796 i Bergamo, var en italiensk greve.
Genom sina donationer kom han att uppföra museet Accademia Carrara i Bergamo.